# Pad Abort 1 (Orion)
Il Pad Abort 1 (PA-1) è stato un test di lancio dell'Orion nell'ambito del Programma Constellation, un progetto realizzato dalla NASA ma cancellato nel 2010. Il PA-1 è stato il primo test di una sequenza di test di volo atmosferico denominata Orion Abort Flight Test (OAFT).
Il PA-1 ha testato le funzionalità base del sistema di aborto con la configurazione preliminare dell'Orion. Il Flight Test Article (FTA) utilizzato durante la missione differisce dall'Orion per vari fattori, per esempio l'assenza di equipaggio.
Il PA-1 si è svolto nel White Sands Missile Range, in Nuovo Messico.

## Galleria d'immagini

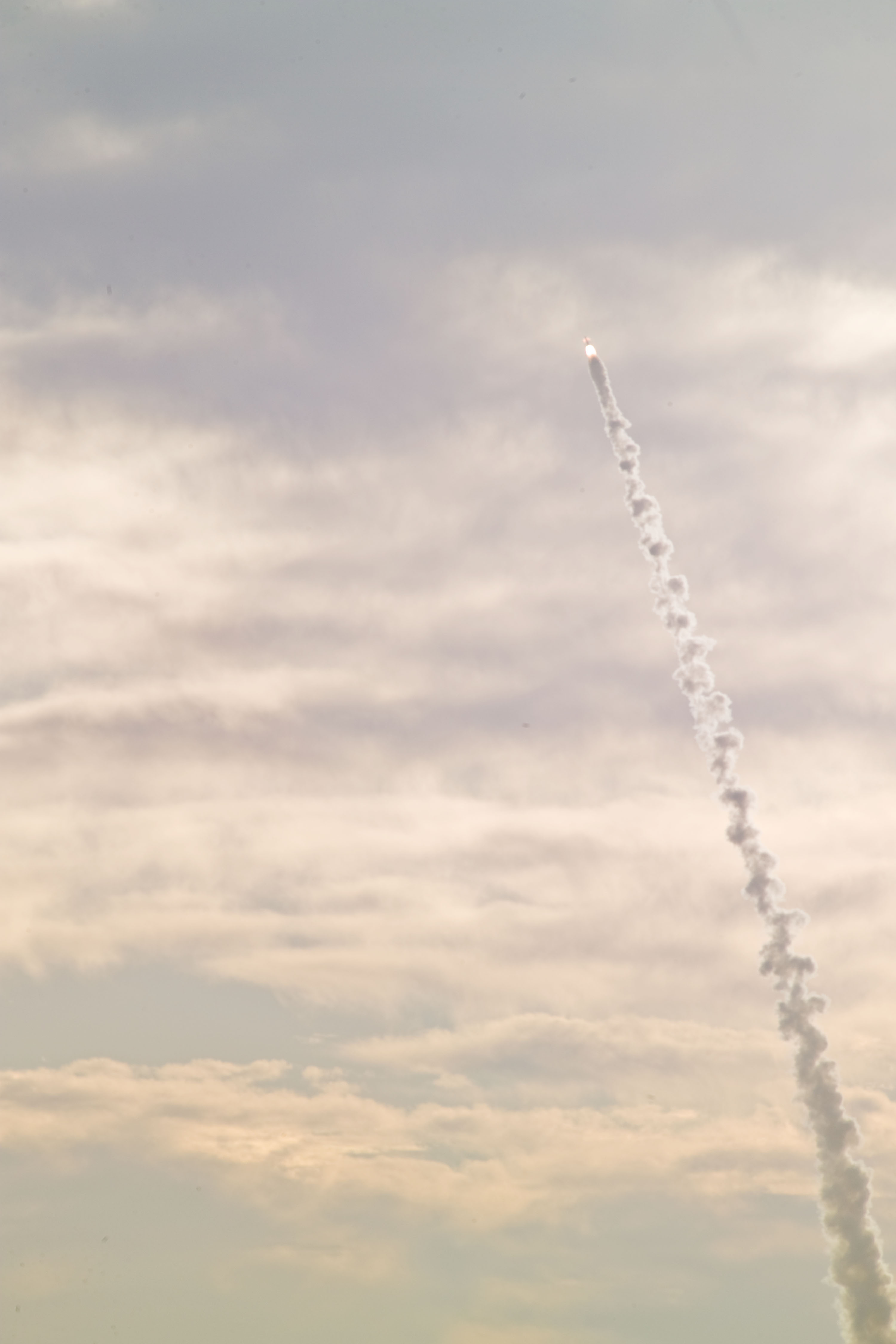
Lancio del PA-1
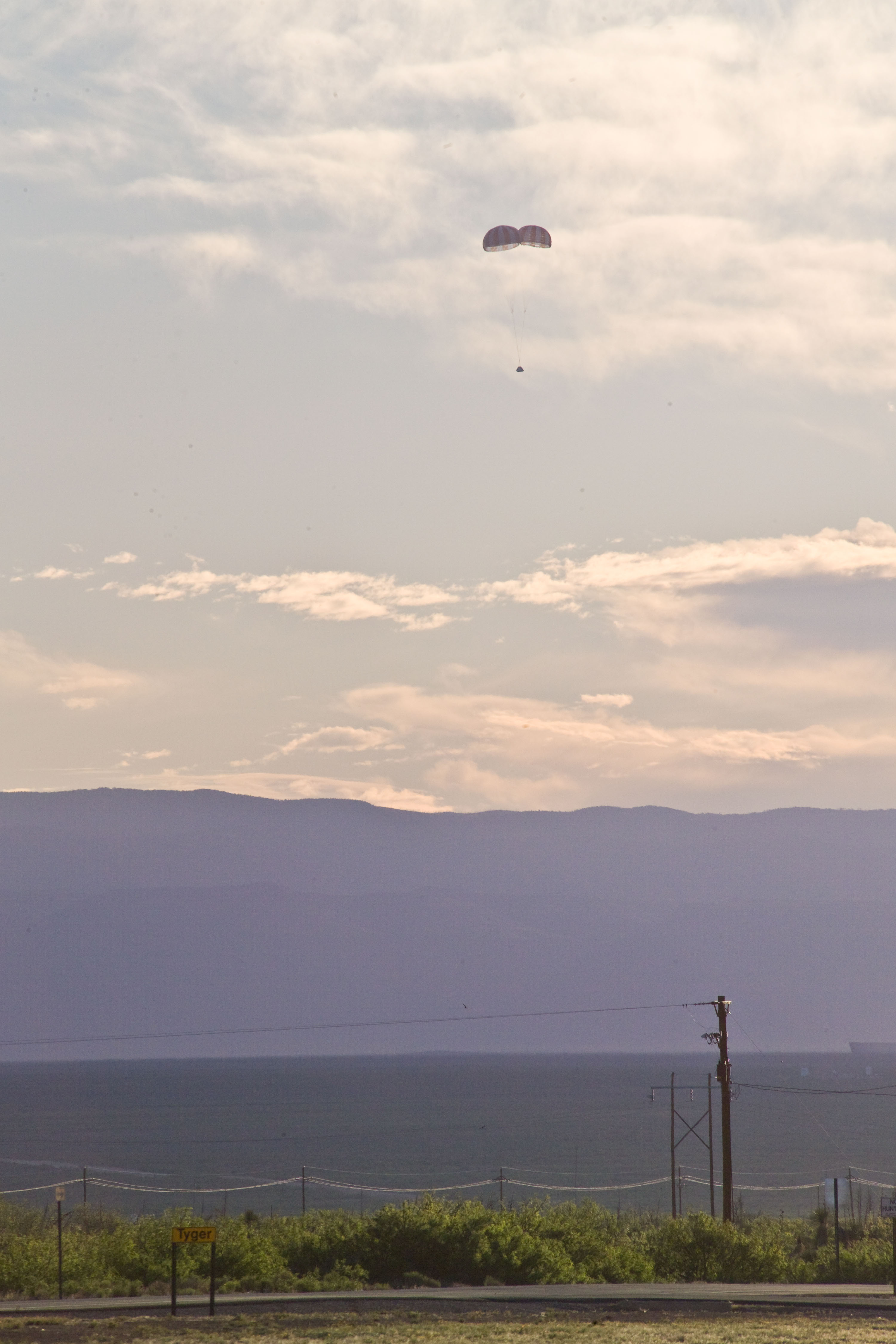
Discesa del modulo con i paracadute aperti
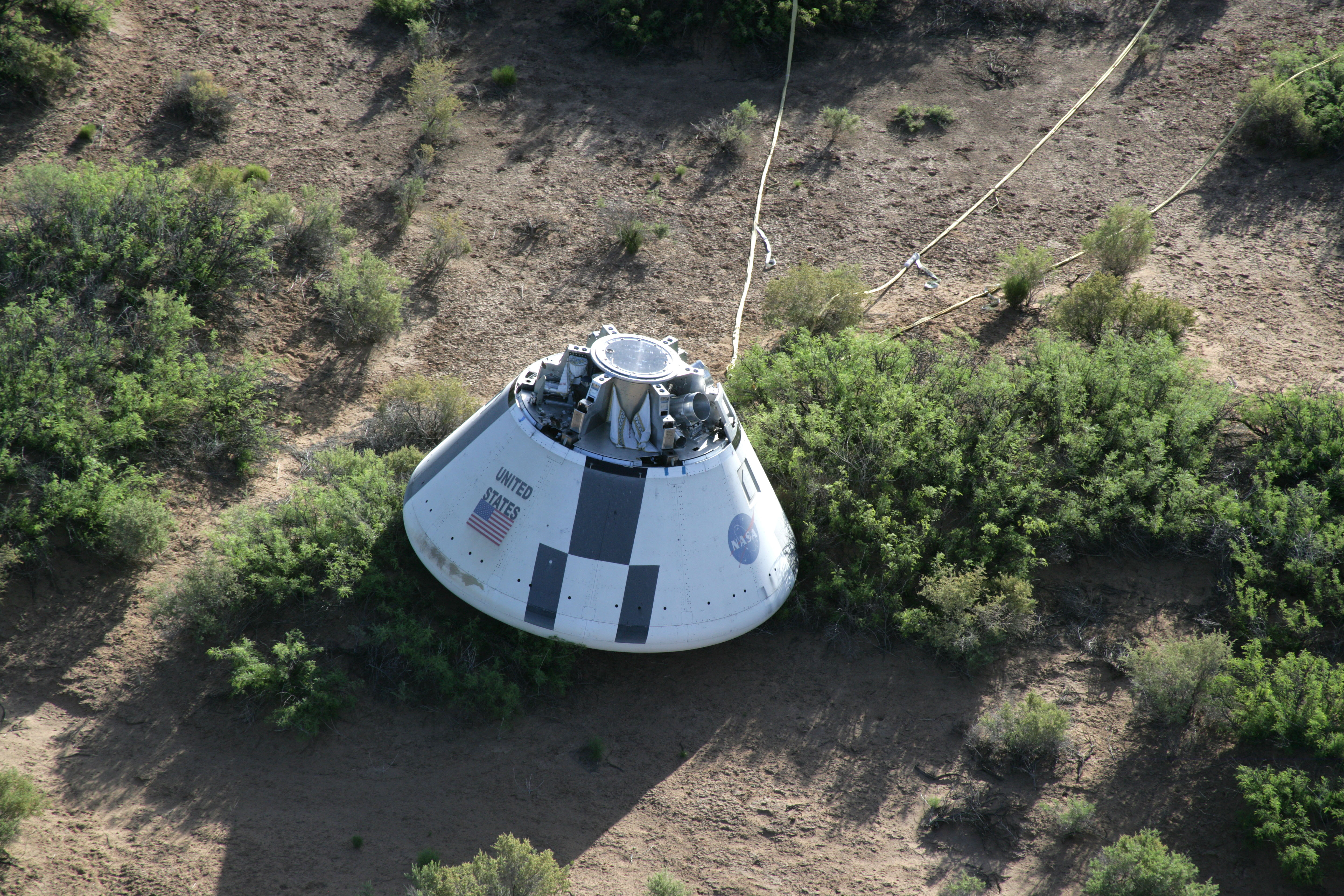
Il Modulo Equpiaggio della PA-1 dopo l'atterraggio